# Hunald I d'Aquitània
Hunald (Hunold, Hunoald) fou duc d'Aquitània i Gascunya (Hunald I). És esmentat com "Hunaldo filio Eodonis" al Annales Metenses, com "Chunoaldo duce filio Eudone" pel continuador de Fredegari, i com "Hunaldo dux Aquitanae" pels Annals Reials. Hauria mort el 756 a Roma, el que és raonable, ja que aleshores hauria tingut uns 70 anys, mentre que si va morir en la batalla de Pàvia del 774 n'hauria tingut uns 90 anys, i cal suposar doncs que el mort el 774 fou el seu net Hunald II.

## Biografia
Eudes I d'Aquitània va morir el 735 i el va succeir el seu fill Hunald amb part del territori pel seu germà Ató o Hattó. Hunald hauria nascut no molt després del 780, potser entre 780 i 790; devia ser el germà gran i, per tant, no podia néixer molt més tard de quan el seu pare tingués 25 anys (que seria entre 780 i 790). El Comtat de Poitiers (on residia) i el Llemosí (on fou enterrat) haurien anat a parar al seu germà segon Ato o Hattó; del tercer germà Remistany no se sap si hauria rebut alguna part del ducat.
Només morir el duc franc, Carles Martell va reunir als grans dels regnes francs per decidir que s'havia de fer i es va decidir declarar la guerra. Les forces de Carles van passar el riu Loire potser al bon temps de l'any 735 o 736, va arribar fins a la Garona i va assetjar Bordeus que va ocupar junt amb el castell de Blaye, i després de devastar la rodalia de les dues ciutats va retornar victoriós al seu territori. L'any següent (736 o 737) va retornar per seguir sotmetent el territori dels vascons i va tornar a creuar el Loire dirigint-se al sud. Hunald i Hattó i segurament Remistany (que tindrien vers els 50 anys el més gran i vers el 40 anys el més petit) que s'havien mantingut fins llavors passius fos per debilitat o per por d'enfrontar a un enemic tant poderós, van entrar en campanya i es van presentar amb un exèrcit; es van lliurar diversos combats sagnants dels quals els detalls són desconeguts. En general la campanya els fou favorable, encara que es creu que Hattó fou fet presoner. Finalment Carles Martell va haver de signar un acord de pau amb Hunald al que va reconèixer la possessió d'Aquitània amb títol de duc però a canvi de tenir el ducat a fe i homenatge d'ell mateix i dels seus fills Pipi (després Pipí el Breu) i Carloman. Hunald va acceptar aquestos termes i va jurar fidelitat a Carles Martell, que així va quedar lliure per anar a Borgonya. Vers 740 o 741 Carles Martell va enviar a Aquitània com ambaixador (però realment com espia) a Lantfred, abat de Saint-Germain-des-Prés.
A la mort de Carles Martell el 741 els seus dos fills grans Pipí el Breu i Carloman es van aliar per desposseir a un tercer germà (de la segona esposa) Gripó, al que van arrabassar els territoris que li havien pertocat i el van tancar a un castell de les Ardenes. Per motius nacionals o per fidelitat a Gripó, alguns ducs es van revoltar.
Els vasco-aquitans foren els primers a ignorar l'autoritat dels nous reis. L'ambaixador Lantfred fou empresonat. Els dos fills de Martell, Pipí el Breu i Carloman, van reunir un exèrcit i van travessar el riu Loire a Orleans entrant al Berry que van assolar; els ravals de Bourges foren cremats. Hunald va dirigir les seves forces contra els invasors però fou derrotat i es va haver de retirar cap a la Gascunya. Carloman i Pipí van seguir cap a la Turena i van assetjar el castell de Loches a la riba de l'Indre, que fou ocupat i desmantellat i tots els seus habitants fets presoners. Van fer encara algunes incursions cap al Comtat de Poitiers que van saquejar però ja era la tardor i els dos prínceps van tenir notícies de la rebel·lió dels alamans, i l'exèrcit invasor es va retirar. Fou llavors quan els dos germans es van repartir efectivament els territoris que havien arrabassat a Gripó.
A l'any següent (743) Pipí el Breu, després d'uns anys de vacant del tron, i davant les diverses revoltes, va considerar prudent restablir un merovingi al tron i va proclamar a Khilderic III (743–751) fill de Khilperic II. Però aquest pas no va tenir cap efecte en les revoltes. Els rebels van formar aliances i Hunald I es va lligar amb el duc Odiló de Baviera, casat amb Khiltruda, germana de Carloman i Pipí, el qual refusava reconèixer als dos prínceps i es decantava en favor dels drets de Gripó, tenint el suport dels ducs dels saxons i els alamans. Odiló fou el primer que va patir els atacs dels seus cunyats. Pipi i Carloman van passar el Rin i van entrar al ducat de Baviera, derrotant i posant en fuita al duc. Hunald es va posar en campanya i va creuar el Loire ocupant Chartres que va incendiar i saquejar. La campanya de Baviera havia durat només 52 dies i després d'això el rei Pipí el Breu va retornar a Nèustria mentre Carloman seguia la lluita a Germània. El 744 no se sap de combats a Aquitània i el 745 Pipí i Carloman van reunir el seu exèrcit a la primavera i van creuar el Loire. Hunald va decidir demanar la pau i va enviar una ambaixada oficial amb valuosos regals. Finalment es va signar un tractat de pau i Hunald va fer jurament de fidelitat i va prometre obeir com a vassall, entregant alguns ostatges i alliberant Lantfred. Pipí i Carloman van passar el Loire i van deixar a Hunald I en possessió dels seus estats. El silenci envers el duc Hattó, que com a duc d'Aquitània conjuntament amb el seu germà hauria d'haver estat combatut de la mateixa manera, fa suposar que aquest duc havia fet ja homenatge als dos prínceps i potser abans al seu pare Carles Martell i que hi havia restat fidel. Els seus successors van ser sempre afavorits a causa presumiblement de la seva fidelitat.
Després de la pau d'Hunald amb Pipí i Carloman, el duc aquità va cridar a la cort a Hattó que residia a Poitiers, sota promesa que no li feria cap mal. Només arribar, sense considerar els llaços de sang i la promesa feta, el va empresonar i el va fer cegar, tancant-lo en una presó i tot seguit Hunald va abdicar i va ingressar a un monestir. Jean Justin de Monlezun assenyala que va abdicar (745) en favor del seu únic fill mascle (tenia dues filles) Waifré i es va retirar al monestir de l'illa de Ré al país d'Aunis. Un altre relat esmenta el desig de retirar-se a un monestir per part d'Hunald i descriu a Waifré com un príncep gran, robust, i ben fet, que havia heretat l'odi del pare contra Pipí, i suposa que va maltractar al seu germà perquè no disputés a Waifre el ducat. Devic i Vaisette suposen que va ingressar al monestir per expiar la injustícia contra el seu germà i creuen que el monestir és el mateix fundat per Eudes i la seva esposa i on estaven enterrats però quan van escriure encara suposaven autentica la carta d'Alaó.
Monlezun també diu que fou restaurat com a duc el 768 al morir el seu fill, però en realitat el successor seria un altre Hunald (Hunald II) fill de Waifré.

## Mort
Com es veu se l'identifica sovint amb el Hunald que havent estat entregat pel duc Llop de Gascunya a Carlemany, es va escapar i refugiar a Itàlia després del 769 i va morir a defensant Pavia per compte del rei longobard Desideri, el 774, però probablement en aquest temps ja havia mort, doncs hauria de tenir vers el 90 anys, i sembla més probable que fos un net del mateix nom, fill de Waifré. Segons la Gran Enciclopèdia Catalana va morir a Roma el 756 però no esmenta la font primària.

## Família
No es coneix el nom de la seva esposa; al Annales Laurissenses s'assenyala que el rei Pipí el Breu va agafar "matrem Waipharii et sororem eius et neptas eius" el 768 i els Annales Metenses l'esmenten com "matrem Waifarii et sororem eius ac neptos" quan foren capturats per Pipí el Breu aquell any, però no s'assenyala el nom. El continuador de Fredegari anomena a "Waiofarius princeps…Mantione comite consubrino suo" (no es coneix qui podia ser el "Mantio comes" però "consobrinus" vol dir que era cosí germà de Waifre per part de mare si la font utilitzava el terme en el seu sentit estricte). Va deixar tres fills:
- Waifré (mort en batalla el 2 de juny del 768), suposat pare d'Hunald II)
- Una filla casada amb un desconegut. Com que els Annales Laurissenses diuen que Pipí el Breu va agafar el 768 a "matrem Waipharii et sororem eius et neptas eius" (a la mare de Waifré, la seva germana, i el seu nebot) cal suposar que aquest nebot era el fill de la germana.
- Una altra filla de nom desconegut esmentada als Annales Metenses.

## Nota
1. ↑  El Annales Nazariani diuen que fou "garrotat" expressió fosca que uns interpreten com a capturat i altres com que va trair al seu germà i es va aliar a Carles, donc després va mostrar molta fidelitat a la nissaga de Carles Martell
2. ↑  el rei Teodoric no s'esmenta, si els fets van passar el 737 potser ja era mort doncs el rei va morir el setembre d'aquest any però sembla més probable que fos el 736 i l'absència del nom del rei seria doncs només indicativa del seu escàs poder
3. ↑  B. W. Scholzi B. Rogers, Carolingian Chronicles: Royal Frankish Annals and Nithard's Histories, University of Michigan Press, 2001, pàgina 37.
4. ↑  No obstant el 742 Pipí i Carloman saquejaven el Poitou que se suposa era territori d'Hattó
5. ↑  Annals Metenses, els quals foren escrits al segle X basats en la crònica de Reginó del segle IX i, per tant, no contemporanis i a més són hostils als aquitans; cap obra contemporània parla dels fets i de l'entrada d'Hunald I al monestir de Ré que va seguir la tortura del seu germà
6. ↑  Jean Justin Monlezun, Histoire de la Gascogne, 1847, en PDF
7. ↑  Passio S. Bertharii, a Duchesne, volum 2, pàgina 185
8. ↑  fou lapidat pels habitants que es volien rendir